# Ex ore parvulorum veritas
La locuzione latina Ex ore parvulorum veritas, tradotta letteralmente, significa dalla bocca dei fanciulli [esce] la verità.
Vuol dire che il fanciullo non sa ancora mentire, e che le sue parole sono dettate dalla ingenuità e semplicità della sua anima. Si porta come argomento incontrovertibile quando si cita l'autorità di un bambino.